# Ватаев, Бимболат Заурбекович

Мемориальная доска на доме № 4 на улице Кирова, Владикавказ

Вата́ев Бимбола́т Заурбе́кович, также известный как Бибо Ватаев (осет.Уататы Заурбеджы фырт Бибо; 15 марта 1939, Новый Батако, СОАССР, РСФСР, СССР — 9 мая 2000, Владикавказ, Россия) — советский и российский актёр театра и кино. Народный артист РСФСР (1990).
Лауреат Государственных премии Таджикской ССР имени Рудаки (1973), Государственной премии Северо-осетинской АССР имени К. Л. Хетагурова. Министр культуры Республики Северная Осетия — Алания (1994—1998).

## Биография
Родился 15 марта 1939 года в селении Новый Батако СОАССР (ныне Северная Осетия). Выпускник знаменитого курса Щукинского театрального училища под управлением Юрия Любимова, из выпускников которого сформировался основной костяк Театра на Таганке. В дипломном спектакле по пьесе Б. Брехта, Бибо Ватаев сыграл главную роль лётчика Суна.
С 1959 года — актёр Северо-Осетинского музыкально-драматического театра, играл в Театр драмы и комедии на Таганке (1964—1965), в 1969—1975 годах — актёр к/ст «Таджикфильм», режиссёр телевизионных фильмов, в 1994—1998 годах — министр культуры Северной Осетии.
В кинематографе им создано более 50 образов. Актёр героико-эпического плана.
Ушёл из жизни во Владикавказе 9 мая 2000 года и похоронен на городской Аллее Славы.

## Награды
- Орден Дружбы (10 апреля 1995)[2]
- Народный артист РСФСР (1990)
- Заслуженный артист РСФСР (1981)
- Народный артист СОАССР
- Заслуженный артист СОАССР
- Государственная премия Таджикской ССР им. Рудаки (1973)
- Государственная премия СОАССР им. К. Л. Хетагурова.
- Звание «Человек — народное достояние России».

За роль Рустама в художественной трилогии «Сказание о Рустаме» удостоен премии за лучшую мужскую роль на Панамском кинофестивале.
За роль Хасана-арбакеша в одноимённом фильме получил премию за лучшее исполнение главной мужской роли на Кинофестивале республик Средней Азии и Казахстана в Ашхабаде в 1966 году.

## Память
- Именем Бимболата Ватаева названо несколько улиц. Улица Артиллерийская, на которой с 1976 года вплоть до своей кончины проживал актёр, решением правительства РСО-Алания переименована в улицу Ватаева.
- В селении Новый Батако, на родине Бимболата Заурбековича, его именем названа улица Первомайская, где располагается родовое гнездо семьи выдающегося актёра. Так же его имя увековечили жители героического Беслана, присвоив одной из улиц имя легендарного земляка.
- Памятник на аллее славы
- Мемориальная доска на доме № 4 по улице Кирова/ Ватаева, 57 во Владикавказе. Автор: Руслан Джанаев[3]. Установлена 15.03.2012[4].

## Фильмография
- 1962 — На семи ветрах — Мамакаев
- 1965 — Хасан Арбакеш — Хасан
- 1966 — Поэма двух сердец — Мурад-Али (озучивал Нодар Шашик-оглы)
- 1966 — Прощай — Отари Кикнадзе
- 1967 — Войди в мой дом — Даврон
- 1968 — Именем закона — Мехман
- 1968 — Как велит сердце — Шараф
- 1969 — Князь Игорь — Кончак (озвучивал Евгений Нестеренко)
- 1970 — Чермен — Чермен
- 1971 — Сказание о Рустаме — Рустам
- 1971 — Рустам и Сухраб — Рустам
- 1972 — В чёрных песках — Шамурад
- 1973 — Одна среди людей — Абдували
- 1973 — Пятеро на тропе — Гафар
- 1974 — Абу Райхан Беруни — Махмуд Газнийский
- 1974 — Белая дорога — Мурад
- 1974 — Одной жизни мало — Саттар
- 1976 — Сказание о Сиявуше — Рустам
- 1978 — Огненные дороги — Садыкджан-бай
- 1981 — Год дракона — Махмуд Гук Ин
- 1981 — Ярослав Мудрый — Куджи
- 1982 — Захват — Саттар Каримович Каримов, «Свояк», «Оратор»
- 1982 — Загадка кубачинского браслета — Певец Мурад
- 1983 — Приключения маленького Мука — Сулейман
- 1983 — Чохан Валиханов
- 1984 — Позывные «Вершина»
- 1987 — Загон — Эмир Иосфании
- 1987 — Раненые камни — абрек Осман
- 1991 — Бухта смерти — Александр Михайлович
- 1991 — Дикое поле — Эльдар
- 1991 — Убить Шакала — Тимур
- 1992 — Горец